# Een geluk dat we geld hebben
Een geluk dat we geld hebben is een hoorspel van Kirsti Hakkarainen. Onder de titel Zum Glück haben wir Geld werd het op 30 maart 1971 door Radio Bremen uitgezonden. Er bestaan twee Nederlandstalige versies van.
- Andries Poppe vertaalde het en de BRT zond het uit op zondag 24 augustus 1969. De regisseur was Jos Joos. Het hoorspel duurde 34 minuten.

## Rolbezetting
- Emmy Leemans (Kirsti)
- Jeanine Schevernels (Laura)
- Marcel Hendrickx (de dominee)
- Diane de Ghouy (vrouw Rantalainen)
- Jos Simons (Tarvonen)
- Marga Neirynck, Hilde Sacré, Dora van der Groen, Jo Crab, Jacky Morel & Jan Peré (verdere medewerkenden)

## Inhoud
Dit hoorspel speelt zich af in de Tweede Wereldoorlog. Twee meisjes proberen voor hun overleden moeder een waardige begrafenis te organiseren. Het reine kindergeloof, iets goeds te moeten doen, maakt hen beiden blind voor het winstbejag van degenen die bij dit voornemen betrokken zijn. De zinswending "een geluk dat we geld hebben" maakt de kinderen bij hun zakenpartners tot goede klanten. Het steeds weer uitgesproken "diep medeleven" wordt uiteindelijk een klucht...
- Ina de Jong-Wierda vertaalde het en de TROS zond het uit op woensdag 26 oktober 1977. De regisseur was Bert Dijkstra. Het hoorspel duurde 31 minuten.

## Rolbezetting
- Els Buitendijk (Kirsti)
- Barbara Hoffman (Laura)
- Frans Kokshoorn (dominee)
- Tine Medema (mevrouw Rantalainen)
- Tonny Foletta (Tarvonen)
- Eva Janssen (verkoopster bij een begrafenisonderneming)
- Corry van der Linden (verkoopster in een bloemenwinkel)
- Joke Reitsma-Hagelen (verkoopster in een hoedenwinkel)
- Gerrie Mantel (dienster)
- Frans Vasen (mannenstem)